# Betty's Neck
Betty's Neck, pleme Algonquian Indijanaca konfederacije Wampanoag koje je u ranom 17. stoljeću živjelo na području današnjeg Lakevillea u okrugu Plymouth, jugoistočni Massachusetts. Betty's Neck rodno je mjesto poznatog sachema Massasoita, od koga su potomci od kćerke tu živjeli do 1930.-tih godina.